# L'Aigle rouge (film)
Pour les articles homonymes, voir L'Aigle rouge.
Pour plus de détails, voir Fiche technique et Distribution.
L'Aigle rouge (Il principe dalla maschera rossa) est un film de cape et d'épée italien réalisé par Leopoldo Savona et sorti en 1955.

## Synopsis
Le duc Altichieri parvient au pouvoir après que son associé Alberico ait tué le gouverneur, le comte Filippo della Scala. Dix ans plus tard, un personnage mystérieux surgit de nulle part, aidant les gens contre le régime sous le déguisement d'un masque rouge. 

## Fiche technique
- Titre original italien : Il principe dalla maschera rossa[1],[2]
- Titre français : L'Aigle rouge[3]
- Réalisateur : Leopoldo Savona
- Scénario : Giovanni Addessi, Vittorio Carpignano, Massimo Mida (it) (sous le nom de « Massimo Puccini »), Leopoldo Savona
- Photographie : Vincenzo Seratrice
- Montage : Gabriele Varriale
- Musique : Armando Trovajoli
- Décors : Ottavio Scotti (it)
- Costumes : Enzo Bulgarelli
- Production : Fortunato Misiano
- Sociétés de production : Triofalcine
- Pays de production :  Italie
- Langue originale : italien
- Format : Noir et blanc - 1,37:1 - Son mono - 35 mm
- Durée : 84 minutes
- Genre : Film de cape et d'épée, aventures historiques
- Dates de sortie :
  - Italie : 13 août 1955
  - France : 1er août 1956[3]

## Distribution
- Frank Latimore : Masuccio, l'Aigle rouge
- Maria Fiore : Isabella
- Yvonne Furneaux : Laura
- Elio Steiner : Capitaine Alberico
- Camillo Pilotto : Ser Gaspare
- Livio Lorenzon (sous le nom de « Livio Ardan ») : Monaldo
- Maria Gambarelli : Gisella
- Sergio Fantoni